# 頂肩鰓䲁
頂肩鰓䲁（學名：Omobranchus verticalis），為輻鰭魚綱鳚形目䲁科肩鰓䲁屬的一種，分布於澳洲海域，體長可達4.8公分，棲息在沿海淺水域，雌魚產附著性卵，雄魚有護卵行為，幼魚為浮游性，生活習性不明。